# 微信表情

部分微信表情符号。

微信表情是即时通讯软件微信中内置的表情符号，其起源可以追溯到2007年腾讯QQ的黄色小圆脸表情。在使用中，微信表情常被赋予新的含义。微信表情曾引发版权争议。此外，表情的使用在不同场合中曾引发误解或法律冲突。

## 历史
微信表情起源于腾讯QQ自带的黄色小圆脸表情的2007年版本。2020年1月，微信上线了包括“吃瓜”、“加油”、“汗”、“天啊”、“Emm”、“社会社会”、“旺柴”、“好的”、“打脸”和“哇”在内的十款新表情。同年11月又上线了“翻白眼”、“666”、“让我看看”、“叹气”、“苦涩”和“裂开”六个新表情。2021年3月，微信删除了“悠闲”表情的香烟。同年8月，微信将表情的风格进行了修改，并在表情中加入了动画。为响应2019冠状病毒病疫情防控，微信还将“生病”表情显示的口罩更换成了医用口罩。

## 表情列表
微信的许多表情在实际使用时含义发生了变化。
| 表情名称 | 位置       | 说明 |
| -------- | ---------- | --- |
| 撇嘴     | 第1排第1列 | 常用于表达突发的坏消息、不情之请、尴尬或后悔。 |
| 发呆     | 第1排第2列 | 常用于表达一种意外的失望或愤怒。 |
| 抱拳     | 第1排第3列 | 常用于与长辈或上级初次见面的问候，或向长辈或上级提出请求。 |
| 坏笑     | 第1排第4列 | 常用于调戏他人，或强调自己想法的新颖。 |
| 抠鼻     | 第1排第5列 | 常用于表达鄙视的情感。 |
| 捂脸     | 第1排第6列 | “捂脸”含义为“边哭边笑”。这一表情可以用来表达“无奈”“尴尬”等情绪。该表情由微信团队三四個設計師设计，其设计时长约5個月，共改版五次。该表情的设计源于设计师们发现捂臉表情包被许多人收藏，加之微信表情长期没有更新，其设计灵感则源自团队中一名广东的80后设计师喜欢模仿的周星馳“捂脸”动作。“捂脸”是凡尔赛文学的文案中常用的表情，也是2017年中国网民最喜欢的表情。                                   |
| 再见     | 第1排第7列 | 表面含义为再见，但实际则常被用来消极回应自己反对的事情。 |
| 微笑     | 第2排第1列 | “微笑”没有鼻子和眉毛，人物的嘴角上扬，但眼睛较大且朝下。由于“微笑”眼睛朝下的特征与美国心理学家保罗·艾克曼通过模仿表情来体会愤怒的特征类似。且其神态被认为与法国神经学家杜兴·德·布伦对露出真心的笑容时眼周的肌肉必然会随着嘴角的上扬而发生变化的理论相悖，因此被许多年轻人赋予了假笑的含义。许多年輕网民会使用“微笑”来反击冒犯，展现自己的蔑视。但许多中老年人仍然会用“微笑”表达其微笑的本意。 |
| 害羞     | 第2排第7列 | 常用于表达一种低调的炫耀或请求他人帮忙。 |
| 脸红     | 第4排第3列 | 常用于卖萌以表达不情之请，有时还用来表达无助、不快和失望。 |
| 偷笑     | 第4排第6列 | 常用于表达一种低调的炫耀，或在提出建议时舒缓语气。 |

## 反响
根据《中国青年报》社会调查中心2017年通过问卷网对2000名受访者进行的一项调查，在使用微信时，有76.0％的受访者会频繁运用表情符号。其中最受欢迎的表情符号是微笑。而根据《人民日报》的说法，2012年至2017年之间，“龇牙”（第3排第7列 ）是用户使用最高频率的表情。其中在2017年，微信用户使用了该表情303亿次。《2018微信年度数据报告》显示，使用微信聊天时，表情的使用偏好存在世代差异。00后最爱的表情是“捂脸”，90后最爱“😂”，80后最爱“呲牙”，70后最爱“偷笑”，55岁以上的人群最爱“强”。在《2019微信年度数据报告》中，最受欢迎的表情加入了“玫瑰”。

## 版权争议
表情“捂脸”曾引发知识产权争议。义乌市的金召平于2017年申请将该表情注册为第25类服装鞋帽上的商标，并于2018年获得初步审定。腾讯公司对这一商标提出异议，认为该表情的注册可能影响用户在聊天中的使用。金召平则表示，该商标仅用于服装产品，与微信不属于同一领域，不构成侵权。此事引发了公众对表情版权保护的关注。
2019年，一款名为“吹牛”的应用程序使用了与微信相类似的聊天表情，被腾讯告上法庭。最终法院认为微信的圆脸表情具有审美价值，该公司涉嫌侵害腾讯的信息网络传播权，应赔偿腾讯相关的经济损失。

## 影响
对微信表情的解读曾引发多起矛盾，甚至是法律冲突。2019年，一名男子因和客户沟通时使用“微笑”表情，被客户投诉为“阴阳怪气”。2020年广东，一名学生因发送“敲打”被老师批评，后学校副校长称此事已解决误会。2021年，海南省的李云借款并用“微笑”回应，法院依据借条和聊天记录确认借贷关系，并判决借款未还。2023年，江苏省的李某在群聊中使用“呲牙”、“偷笑”等表情符号评论张某，法院认定这些表情不具有实质性语义，因此不构成名誉权侵权。2024年的上海市，一名刘姓人士因公司解雇提起诉讼，公司提供微信群辱骂记录作为证据。刘姓人士认为同事使用“微笑”表情嘲讽她，最终刘姓人士与公司达成调解协议。

## 注解
1. ↑  非微信自带表情。